# Timuzsin Schuch
Timuzsin Schuch, madžarski rokometaš, * 5. junij 1985, Nagyatád.
Njegov oče je Madžar in mati Mongolka.
Leta 2010 je na evropskem rokometnem prvenstvu s madžarsko reprezentanco osvojil 14. mesto.